# Суперсила

Символ Супермена

Суперсила (англ. superpower) — сила, яка наділяє людину надможливостями (здатність до польоту, перевтілення та ін.). Найчастіше суперсила з'являється у коміксах, мультиках, кіно, де її використовують, так звані, супергерої

## Персонажі, які використовують суперсилу
- Спайдермен
- Супермен
- Капітан Марвел
- Росомаха
- Диво Жінка
- Капітан Америка
- Зелений Ліхтар
- Флеш
- Халк
- Залізна людина